# Cestrum glabrum
Cestrum glabrum är en potatisväxtart som beskrevs av Francey. Cestrum glabrum ingår i släktet Cestrum och familjen potatisväxter. Inga underarter finns listade i Catalogue of Life.